# Genie:us
Genie:us – ósmy minialbum południowokoreańskiej grupy Pentagon, wydany 27 marca 2019 roku przez Cube Entertainment. Płytę promował singiel „Sha La La”.
To pierwszy koreańskojęzyczny minialbum, który zespół wydał jako dziewięcioosobowa grupa, bez E'Dawn który odszedł pod koniec 2018 roku. Kino nie brał udziału w promocji „Sha La La” z powodu kontuzji kostki, której doznał w styczniu.

## Lista utworów
| CD | CD                                              | CD                                                                  | CD                                                                           | CD                | CD      |
| Nr | Tytuł utworu                                    | Tekst                                                               | Kompozycja                                                                   | Aranżacja         | Długość |
| -- | ----------------------------------------------- | ------------------------------------------------------------------- | ---------------------------------------------------------------------------- | ----------------- | ------- |
| 1. | „Sha La La” (kor. 신토불이)                     | Hui, Wooseok                                                        | Hui, Han Yo-Han, Minit                                                       | Han Yo-han, Minit | 3:15    |
| 2. | „Lost Paradise” (Rap Unit)                      | Hui, Yuto, Kino, Wooseok                                            | Hui, Yuto, Kino, Wooseok, NATHAN                                             | NATHAN            | 3:43    |
| 3. | „Till...” (kor. 그 순간 그때까지), (Vocal Unit) | Hui                                                                 | Hui, MosPick                                                                 | MosPick           | 4:34    |
| 4. | „Alien” (kor. 에일리언)                         | Hui, Shinwon, Yuto, Wooseok                                         | Hui, The Proof                                                               | The Proof         | 3:20    |
| 5. | „Spring Snow” (kor. 봄눈)                       | Kino, Yuto, Wooseok                                                 | Kino, NATHAN, HOHO                                                           | NATHAN, HOHO      | 4:01    |
| 6. | „Round 1” (Bonus Track)                         | Jinho, Hui, Hongseok, Shinwon, Yeo One, Yan An, Yuto, Kino, Wooseok | Jinho, Hui, Hongseok, Shinwon, Yeo One, Yan An, Yuto, Kino, Wooseok, MosPick | MosPick           | 3:54    |

## Notowania
| Lista                        | Pozycja |
| ---------------------------- | ------- |
| South Korean Albums (Circle) | 5       |
| US World Albums (Billboard)  | 15      |

## Sprzedaż
| Kraj             | Sprzedaż |
| ---------------- | -------- |
| Korea Południowa | 40 160+  |